# Максимовська (Алексєєвське сільське поселення, 11230804022)
Максимовська (рос. Максимовская) — присілок в Красноборському районі Архангельської області Російської Федерації.
Населення становить 12 осіб. Входить до складу муніципального утворення Алексєєвське сільське поселення.

## Історія
Від 2004 року входить до складу муніципального утворення Алексєєвське сільське поселення.

## Населення
| 2002 | 2010 |
| ---- | ---- |
| 28   | ↘12  |